# 杜罗新镇
杜罗新镇（西班牙語：Villanueva de Duero）是西班牙卡斯蒂利亚-莱昂巴利亚多利德省的一个市镇。总面积37平方公里，总人口1001人（2001年），人口密度27人/平方公里。